# 24 вересня
24 вересня — 267-й день року (268-й у високосні роки) в григоріанському календарі. До кінця року залишається 98 днів.

## Свята і пам'ятні дні

### Міжнародні
- ООН: Міжнародний день караванника.
- Всесвітній день моря

### Національні
- Гвінея-Бісау: День республіки (День незалежності)
- Камбоджа: День конституції
- КНДР,  Південна Корея: День врожаю
- Домініканська Республіка День Богоматері Милосердя. (Our Lady of Las Mercedes)
- Тринідад і Тобаго: День Республіки.
- Перу: День збройних сил.

### Релігійні

#### Західне християнство
- Пам'ять святих Антоніо Ґонсалеса, Германа із Райхенау, Ґеллерта (Ґерарда) Угорського, Колюмби Ґабріелі, Пасифіка із Сан-Северино[en] та Руперта Зальцбурзького.
- Пам'ять святого Анаталона[en] (в Брешії, Ломбардія);
- Пам'ять святої Емілі Ґамелін[en] (Канада).

#### Східне християнство[1]
- Пам'ять першомучениці рівноапостольної Теклі Іконійської;
- Пам'ять преподобних Теодосія Манявського та Копрія Палестинського;
- Пам'ять святого короля Стефана Сербського та сина його святого короля Владислава Сербського;
- Пам'ять преподобного Силуана Афонського.

## Іменини
✝  Католицькі: Анаталон, Антоніо, Ґерард (Жерар), Герман, Яромир, Колюмба, Марія, Морислава, Панфуций, Пасифік, Руперт, Северин, Твердомир, Унегост.
✙ Православні: Владислав, Копрій, Силуан, Стефан, Теодосій, Текля.

## Події
- 1838 — розпочалось будівництво Новоросійська.
- 1852 — перший політ на дирижаблі з паровим двигуном здійснив француз Анрі Жіффар.
- 1869 — на американському ринку відбулася паніка через масову скупку золотих злитків двома бізнесменами («чорна п'ятниця»).
- 1941 — початок «пекельної осені» або «вогняний смерч» — спецоперації НКВС СРСР зі знищення центру Києва, окупованого німцями. Підривалися заздалегідь таємно заміновані радянськими диверсантами житлові будинки та важливі об'єкти інфраструктури міста. Вибухи в центрі міста тривали протягом п'яти днів, з 24 по 28 вересня, окремі будівлі (як-от Успенський собор) були підірвані також протягом жовтня та листопада, усього було знищено 940 будівель. При цьому загинули тисячі мирних мешканців Києва та сотні німецьких військовиків (радянська влада ніколи так і не оприлюднила кількість жертв), 50 тисяч киян залишилися без житла. Спричинену вибухами пожежу німецьким протипожежним командам вдалося загасити лише за два тижні.
- 1960 — у США спущено на воду перший атомний авіаносець «Ентерпрайз».
- 1989 — Папа Іван Павло II привселюдно приніс вибачення Галілею й повернув йому «право бути законним сином церкви».
- 1993 — Мін'юст України зареєстрував Організацію Українських Націоналістів (ОУН), голова — останній Президент України в екзилі М. Плав'юк.
- 1995 — Україна відхилила пропозицію президента Білорусі Олександра Лукашенка про створення митного союзу з Білоруссю і Росією.
- 1998 — у Ліоні (Франція) вперше проведено операцію з трансплантації руки людині.
- 2004 — під час президентської виборчої кампанії в Україні в Івано-Франківську було вчинено «яєчний замах» на Віктора Януковича.

## Народились
Дивись також Категорія: Народились 24 вересня
- 714  — Піпін III Короткий, франкський король, засновник династії Каролінгів.
- 1501 — Джироламо Кардано, італійський фізик, математик, філософ
- 1547 — Файзі, поет та письменник часів правління падишаха Акбара з династії Великих Моголів.
- 1550 — Тан Сяньцзу, китайський драматург та поет часів династії Мін.
- 1583 — Альбрехт Валленштайн, герцог Фридландський та Мекленбурзький.
- 1610 — Хуан Цзунсі, китайський філософ-неоконфуціанець, поет, суспільно-політичний діяч і вчений-енциклопедист часів династії Мін.
- 1629 — Радж Сінґх, раджа князівства Мевар, поет, один з очільників повстання проти Великих Моголів.
- 1749 — Хосе де Рібас, перший градоначальник Одеси, російський адмірал каталонського походження.
- 1780 — Гендрік Толленс, нідерландський поет, дуже відомий своїм твором «Ті, в кого нідерландська кров», що в 1815—1932 роки був гімном Нідерландів.
- 1796 — Антуан-Луї Барі, французький скульптор.
- 1801 — Михайло Остроградський, український математик і механік.
- 1816 — Михайло Чалий, український педагог і громадсько-культурний діяч, біограф Т. Г. Шевченка.
- 1821 — Ципріан Каміль Норвід, польський письменник, маляр і скульптор.
- 1884 — Гуго Шмайссер, конструктор піхотної зброї.
- 1894 — Роман Купчинський, український поет, прозаїк, журналіст, композитор, критик, громадський діяч.
- 1896 — Ельза Тріоле, французька письменниця (новелістка, романістка) і перекладачка.
- 1896 — Френсіс Скотт Фіцджеральд, американський письменник.
- 1905 — Северо Очоа, іспано-американський біохімік, лауреат Нобелівської премії з фізіології і медицини 1959 року.
- 1910 — Цао Юй, китайський драматург.
- 1913 — Лоуренс Г'ю Аллер, американський астроном
- 1914 — Дмитро Дереч, український прозаїк, драматург, перекладач.
- 1916 — Костянтин Біда , український літературознавець, перекладач.
- 1922 — Микола Понеділок, український письменник, автор збірок гумористичних оповідань, член ОУП «Слово».
- 1923 — Микола Подолян, український поет, публіцист, журналіст.
- 1924 — Ніна Бочарова, українська гімнастка, дворазова олімпійська чемпіонка, дворазова срібна призерка Олімпійських ігор.
- 1934 — Цуцуй Ясутака, японський новеліст, актор, сценарист, літературний критик, композитор, майстер метапрози.
- 1936 — Віталій Юречко, український поет, дитячий письменник, прозаїк, перекладач, журналіст.
- 1937 — Ярослав Калакура, український історик.
- 1941 — Лінда Маккартні, фотографка, музикантка, активістка вегетаріанського руху та руху за гуманне поводження з тваринами, перша дружина Пола Маккартні.
- 1949 — Педро Альмодовар, іспанський кінорежисер.
- 1949 — Марія Літошенко, українська радянська гандболістка, олімпійська чемпіонка.
- 1956 — Василь Тракало, український журналіст, письменник, редактор.
- 1958 — Кевін Сорбо, американський кіноактор.
- 1969 — Шон Креєн, американський барабанщик Ню-метал гурту Slipknot.
- 1972 — Олена Петрова, українська біатлоністка, срібна призерка Олімпійських ігор.
- 1975 — Артем Полежака, український поет-слемер, співак та шоумен.
- 1984 — Людмила Йосипенко, українська легкоатлетка.
- 1993 — Бен Платт, американський актор, автор пісень та виконавець.

## Померли
Дивись також Категорія: Померли 24 вересня
- 1054 — Герман із Райхенау, німецький монах-бенедиктинець, історик, астроном, математик, поет, теоретик і автор музики.
- 1534 — Михайло Глинський, український князь, державний діяч, керівник антипольського повстання на поч. XVI ст.
- 1541 — Теофраст Парацельс, найзнаменитіший лікар Європи.
- 1735 — Петр Ян Брандль, чеський живописець, представник пізнього бароко.
- 1820 — Іван Срезневський, професор красномовства, поезії й слов'янських мов Харківського університету, батько Ізмаїла Срезневського, поет-класицист, перекладач Овідія, Горація, старозавітної релігійної лірики (Псалмів, Пісні пісень).
- 1914 — Ісмаїл Гаспринський, кримськотатарський просвітитель, письменник, педагог, культурний та громадсько-політичний діяч.
- 1930 — Мюллер Отто (художник), видатний представник німецького експресіонізму, член артгурту «Міст».
- 1933 — Опанас Сластіон, маляр-графік романтично-народницького напряму, етнограф, архітектор і педагог.
- 1935 — Володимир Перетц, український філолог, дослідник і видавець численних пам'яток давньої і середньої української літератури та української творчості.
- 1936 — Борис Лазаревський, український письменник.
- 1967 — Роберт ван Гюлік, нідерландський письменник, сходознавець, дипломат, музикант.
- 1977 — Турсун-заде Мірзо, таджицький радянський поет, класик сучасної таджицької літератури.
- 1983 — Сарвешвар Даял Саксена, індійський поет, письменник, журналіст, драматург.
- 1988 — Ольга Дучимінська, українська письменниця, поетеса, літературна критикиня, перекладачка.
- 1991 — Доктор Сюз, американський дитячий письменник і мультиплікатор («Як Ґрінч украв Різдво!»).
- 1992 — Володимир Лучук, український письменник. Чоловік письменниці Оксани Сенатович, батько письменника Івана Лучука, шумеролога Тараса Лучука.
- 1998 — Альтшулер Генріх Саулович, радянський винахідник, письменник-фантаст (псевдо — Генріх Альтов).
- 2004 — Франсуаза Саган, французька письменниця, видатна авторка повоєнної французької літератури.
- 2007 — Михайло Потупейко, український письменник і громадський діяч.